# Siedliszowice (województwo małopolskie)
Siedliszowice – wieś w Polsce, położona w województwie małopolskim, w powiecie tarnowskim, w gminie Żabno, na prawym brzegu Dunajca.

## Historia
W latach 1975–1998 miejscowość położona była w województwie tarnowskim.
We wsi funkcjonuje całoroczne połączenie promowe przed Dunajec z lewobrzeżnymi Wietrzychowicami. Obecnie Siedliszowice są parafią, w przeszłości wieś należała do parafii Wietrzychowice położonej na lewym brzegu Dunajca.
Na terenie Siedliszowic przy wyjeździe na Bieniaszowice, znajduje się kurhan, którego powstanie datuje się na XIII wiek. Według legendy kurhan jest związany z założeniem wsi przez Tatarów, jednak przeprowadzone badania wskazują na późny okres rzymski ze względu na obecność śladów umocnień dębowych i szczątków porcelany. Karol Rogawski w swojej pracy zawarł wzmiankę o zbadanym przez siebie kurhanie w Siedliszowicach, który nie zawierał grobu i dlatego uznany został przezeń za kurhan ofiarny. W latach sześćdziesiątych XX wieku prowadzone były w Siedliszowicach badania antropologiczne, które wykazały, że niektórzy mieszkańcy tej miejscowości mają cechy zbliżone do Tatarów. Jeszcze w latach 70. w okolicy mieszkał człowiek, który zajmował się "podbieraniem studni" – czyli pogłębianiem zamulonych studni. Okoliczni mieszkańcy nazywali go "Pan Oczko" z tego względu, że jedno oko miał przymrużone. Był niskiego wzrostu, miał skośne oczy i był bardzo podobny do Tatarów.

## Integralne części wsi
| SIMC    | Nazwa    | Rodzaj     |
| ------- | -------- | ---------- |
| 0838275 | Okolica  | część wsi  |
| 1051940 | Pasieka  | przysiółek |
| 0838281 | Podlasek | część wsi  |
| 0838298 | Rynek    | część wsi  |
| 0838306 | Zabłocie | część wsi  |
| 0838312 | Zielona  | część wsi  |

## Sport
We wsi od 1946 r. działa Ludowy Klub Sportowy Błękitni Siedliszowice, grający obecnie w piłkarskich rozgrywkach B klasy w grupie Tarnów IV (Żabno) (stan na sez. 2012/13).